# Eresoïdeus
Els eresoïdeus (Eresoidea) són una superfamília d'aranyes araneomorfes, formada per tres famílies d'aranyes entelegines de vuit ulls:
- Erèsids (Eresidae)
- Hersílids (Hersiliidae)
- Ecòbids (Oecobiidae)